# Pierre de Porcaro

Album "Pierre de Porcaro, prêtre clandestin volontaire" aux éditions Plein vent. Publié en mars 2025 à l'occasion des 80 ans de sa mort.

Pierre de Porcaro, né le 10 août 1904 à Dinan (Côtes-du-Nord) et mort le 12 mars 1945 au camp de concentration de Dachau, est un prêtre catholique français du diocèse de Versailles.
Il est l'une des cinquante victimes du décret de persécution du Troisième Reich du 3 décembre 1943. Ce décret fut porté par Ernst Kaltenbrunner, chef de la Gestapo, contre l'activité de l'action catholique française au sein des travailleurs civils français dans le Reich. Le 20 juin 2025, le pape Léon XIV a signé à Rome un décret reconnaissant le martyre de ces cinquante victimes, présentés comme des martyrs de l'apostolat, ouvrant donc la voie à leur béatification.

## Biographie
La famille de Porcaro est, depuis le XVe siècle, originaire de la paroisse de Porcaro, dans le département du Morbihan. Ses armes portent de gueules au héron d'argent becqué et membré de sable. Elle compte dans ses rangs un zouave pontifical et une fille de la charité de Saint-Vincent-de-Paul.
Le premier auteur recensé de cette famille bretonne est Jean de Porcaro, maintenu noble en Bretagne, le 17 janvier 1669. S'ensuit une nombreuse postérité.
L'abbé Pierre de Porcaro est né le 10 août 1904 à Dinan. Il est le fils d'Edmond-Marie de Porcaro, né le 24 mai 1854, à Saint-Jouan-des-Guérets, chef d'escadrons de cavalerie, chevalier de la Légion d'honneur, et de son épouse née Marthe du Hamel de Canchy, née le 16 janvier 1869, fille du général Arthur du Hamel de Canchy, commandeur de la Légion d'honneur et de Louise-Gabrielle Mallet de Chauny.
Pierre de Porcaro a trois frères, Jean, Yves (qui sera à son tour ordonné prêtre) et André et une sœur, Louise, née à Vesoul le 19 mars 1897.
Entré au grand séminaire de Versailles en 1923, Pierre de Porcaro est ordonné prêtre en 1929. Puis, il exerce les fonctions de professeur au petit séminaire de Versailles, avant de devenir vicaire à Saint-Germain-en-Laye en 1935. Il est mobilisé en septembre 1939 et fait prisonnier dans les Vosges avec son unité le 23 juin 1940. En captivité à Colmar avec 8 000 soldats français, il célèbre chaque jour la messe, puis il est transféré au Stalag V-A au nord-est de Stuttgart. Parmi des soldats bretons, il est muté enfin au stalag IX B, près de Bard-Orb. Libéré le 3 août 1941, en tant qu’aumônier militaire, il rejoint la paroisse de Saint-Germain-en-Laye.
Le 2 février 1943, l'abbé Rodhain, s'adresse aux évêques au nom du cardinal Suhard pour inviter les prêtres français à rejoindre en Allemagne les ouvriers français du STO, car écrit-il, « il n'est pas possible de laisser des centaines de milliers de travailleurs sans prêtres ». Il ajoute que « le clergé n'hésitera pas à prendre sa part de la charge qui pèse sur la classe ouvrière ». Dans cet ordre d'idée, un service d'aumônerie efficace est créé et confié à des prêtres français.
En avril 1943, les évêques de France permettent à vingt-cinq prêtres de partir clandestinement comme prêtres ouvriers en Allemagne. Mgr Roland-Gosselin, son évêque, lui avait expressément demandé s'il voulait bien partir en Allemagne comme aumônier clandestin STO. L'abbé Pierre de Porcaro part un mois plus tard, le 15 mai 1943, pour Dresde : il exerce son apostolat auprès des ouvriers français, dans une usine de cartons ondulés et organise une section de JOC. Mais, victime d'un accident du travail, il est rapatrié en France le 16 novembre 1943. Dès décembre 1943, en Allemagne, des mesures contre l'action catholique se mirent en place. Puis à partir d'avril 1944, les arrestations des responsables jocistes et de l'aumônerie clandestine en Allemagne commencent, à la suite du décret de Kaltenbrunner du 3 décembre 1943, contre « l'action catholique auprès des Travailleurs forcés sur le territoire de l'Allemagne nazie ». Pierre de Porcaro repart néanmoins en sachant ce qu'il risquait.

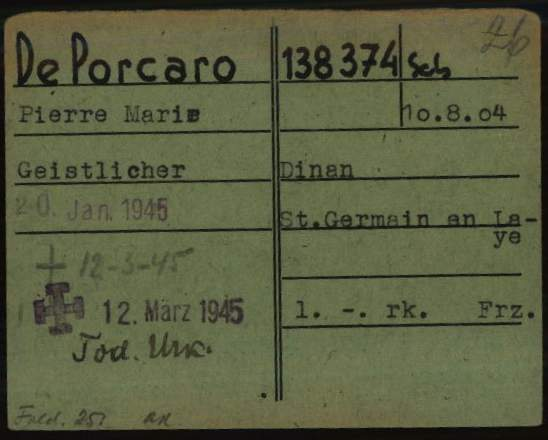
Carte d'enregistrement de Pierre de Porcaro en tant que prisonnier dans le camp de concentration nazi de Dachau.

L'abbé Pierre de Porcaro retourne à Dresde, dans l'usine de cartons ondulés, le 25 janvier 1944 pour y poursuivre son apostolat auprès des ouvriers français. Il est dénoncé par un ouvrier français à la Gestapo et il est arrêté le 11 septembre 1944 avec le séminariste Évode Beaucamp. Retenu en prison à Dresde, il est envoyé au camp de concentration de Dachau dans la seconde quinzaine de janvier 1945. Il y rencontre le père Michel Riquet, qui occupe comme lui la baraque 21. Il reçoit le numéro matricule 138 374. Il exerce son ministère auprès de ses camarades déportés. Mais malade et épuisé, il meurt du typhus le 12 mars 1945.
L'hommage que rend le père Edmond Cleton du diocèse de Lille, à l'abbé de Porcaro, mort le 12 mars 1945 dans les bras de l'abbé Beauvais, témoigne de sa sainteté et de sa conviction de demeurer accompagné par Dieu au cœur de la souffrance : « L'abbé de Porcaro, l'un des plus capables ; le plus gai, le plus serein d'entre nous. Il rejoignit le père Dillard libéré le premier de Dachau. Tous deux volontaires des galères, témoins du Christ au milieu des exilés, aimés de tous. Ils nous laissent dans la tristesse humaine, mais dans l'espoir du ciel ».

## Procédure de béatification
Convaincu de la force de l'exemple de l'abbé Pierre de Porcaro, l'évêque Éric Aumonier a placé le séminaire de Versailles sous son patronage. Il soutient sa cause en béatification auprès du Saint-Siège.
Le 20 juin 2025, 80 ans après sa mort, cette cause de béatification aboutit puisque le pape Léon XIV signe au Vatican le décret reconnaissant le martyre de 50 français,, dont Pierre de Porcaro.

## La «baraque des prêtres» à Dachau
« De 1938 à 1945, 2720 prêtres, religieux et séminaristes sont déportés dans le camp de concentration de Dachau, près de Munich. Regroupés dans des blocks spécifiques - qui conserveront pour l'Histoire le nom de « baraques des prêtres » - 1034 d'entre eux y laisseront la vie. Près de 70 ans après sa libération, le camp de Dachau demeure le plus grand cimetière de prêtres catholiques du monde ».

## «Prêtre clandestin volontaire»
En février 2025, à l'occasion du 80ème anniversaire de sa mort, les éditions Plein Vent en partenariat avec le diocèse de Versailles publient une bande dessinée intitulée "Pierre de Porcaro, prêtre clandestin volontaire". Le scénario est écrit par le Père Pierre Amar, les illustrations sont de Venzac.